# Catherine Dior
Pour les autres membres de la famille, voir Famille Dior.
Ginette Dior, dite Catherine Dior, née à Granville (Manche) le 2 août 1917 et morte le 17 juin 2008 à Grasse,, est une résistante française.
Elle est la fille de l’industriel Maurice Dior et de Madeleine Martin, et la sœur du grand couturier Christian Dior.

## Biographie

### Enfance
Catherine Dior naît dans une famille bourgeoise qui a fait fortune dans la production d’engrais. Elle est la cadette de cinq enfants et est élevée selon les principes de l’époque, avec sévérité et sans démonstrations d’affection : « ma mère était encore plus sévère avec les filles qu’avec les garçons », dit-elle. En 1931, son père est ruiné à la suite de la crise de 1929. Ensemble ils quittent leur appartement parisien et déménagent dans le Sud de la France, à Callian. Catherine Dior contribue à assurer leur subsistance en cultivant des haricots verts et des petits pois sur le terrain qui entoure la maison.

### Rôle dans la Résistance intérieure
Revenue à Paris avec son frère, Christian Dior, en 1941, elle entre peu de temps après dans la Résistance intérieure, dans le réseau franco-polonais F2. Ce réseau était spécialisé dans le renseignement sur l’armement et des mouvements des armées allemandes. Il a compté jusqu’à deux mille agents et est considéré comme l’un des réseaux de résistance les plus dynamiques en France. Pendant deux ans, elle utilise l’appartement de son frère, situé au 10, rue Royale, pour recevoir des membres de son réseau.

### Déportation
Le 6 juillet 1944, alors qu’elle a rendez-vous avec un autre membre de son réseau place du Trocadéro à Paris, la Gestapo de la rue de la Pompe l’arrête à 5 heures du soir. Comme ses camarades, dont Jean Desbordes qui dirigeait son secteur et meurt le jour même sous la torture, Catherine Dior est alors torturée. Elle est détenue au camp de Drancy puis, le 15 août 1944,  déportée vers l'Allemagne dans l’un des derniers convois à quitter la France, le « convoi des 57000 », qui l'emmène jusqu'au camp de concentration pour femmes de Ravensbrück.
Libérée près de Dresde en mai 1945, Catherine Dior est rapatriée à Paris, très faible.
Elle est décorée de la croix de guerre — une distinction rarement accordée à des civils —, de la Croix du combattant volontaire de la Résistance, et de la Légion d’honneur.

### Après la guerre
Jusqu’à la fin de sa vie, Catherine Dior mène alors une existence discrète, prenant part à la Fondation de la Résistance et suivant de loin les succès de son frère Christian Dior, de qui elle est très proche. C’est d’ailleurs en hommage à sa sœur que, en 1947, le couturier-parfumeur appelle son premier parfum Miss Dior.
Comme lui, elle a hérité de sa mère une passion pour les fleurs et les parfums. D’abord concessionnaire en fleurs aux halles de Paris, elle finit sa vie en Provence, où elle possède une exploitation de près de deux hectares de roses à parfum et des vignes.
En 1997, Catherine Dior participe à l’inauguration du musée Christian-Dior de Granville, dont elle est présidente d’honneur. Elle s’y est investie dès le début en faisant notamment don d’une robe qui a appartenu à sa mère, Madeleine Dior.

## Distinctions
- Chevalier de la Légion d'honneur
- Croix de guerre 1939-1945
- Médaille de la Résistance française (décret du 15 octobre 1945)[15]
- Croix du combattant volontaire de la Résistance

## Pour approfondir